# BALT (imunologie)

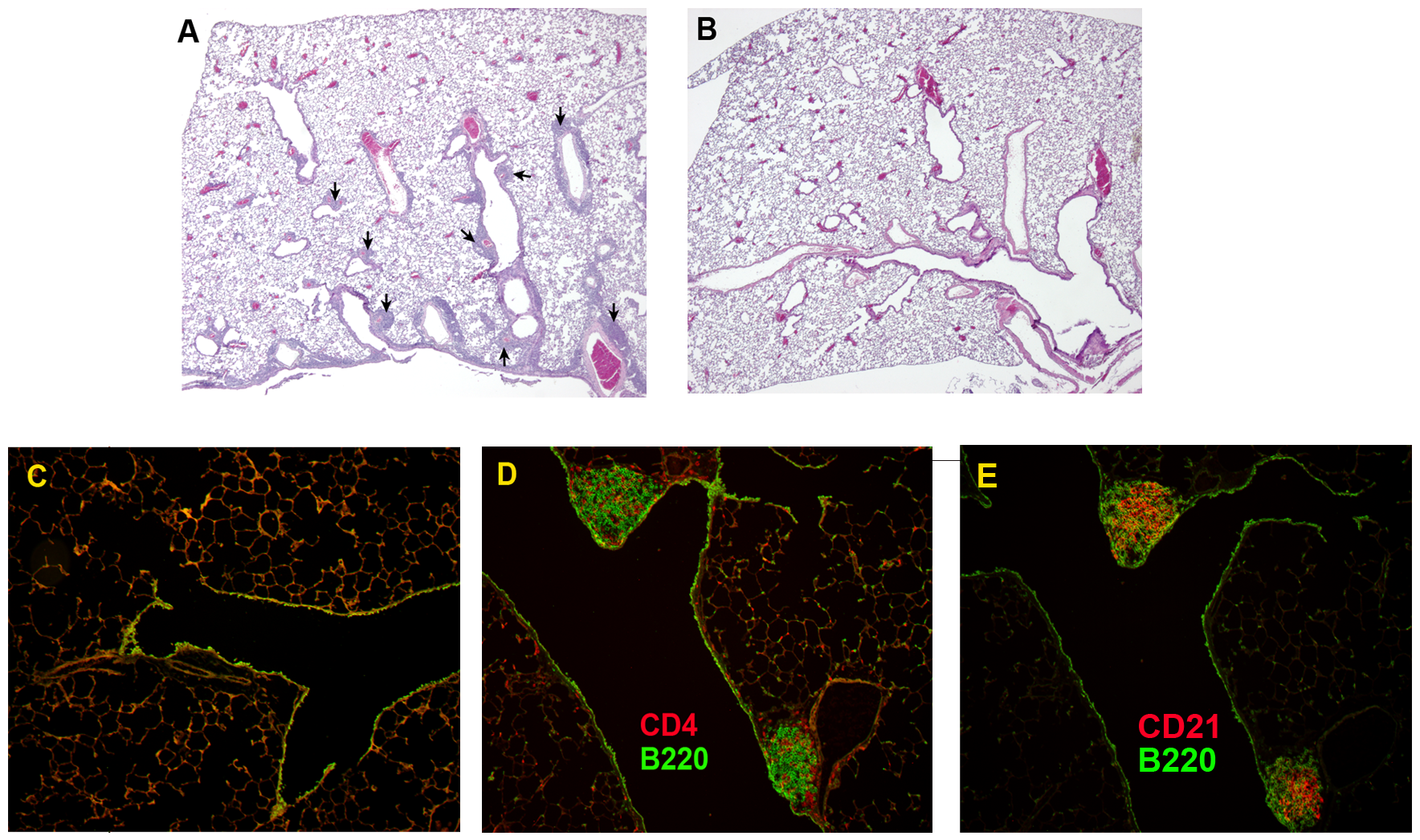
iBALT myší
iBALT struktury (šipky) vytvořené okolo průdušinek a venul po infekci (A), žádné iBALT struktury bez infekce (B a C). Infekcí indukovaný iBALT obsahoval CD4+ T buňky, B220+ B buňky (D), a CD21+ folikulární dendritické buňky (E).

BALT (z angl. bronchus-associated lymphoid tissue) je terciární lymfoidní tkáň v plicích a průduškách, je součástí slizničního imunitního systému MALT (mucosa-associated lymphoid tissue). BALT je tvořen lymfoidními folikuly a slouží jako induktivní místo slizniční i systémové adaptivní imunity.

## Struktura
BALT má podobnou strukturu u většiny savců, liší se však setrváním v organismu a indukovatelností. U králíků a prasat je BALT normální součástí plic a průdušek, ale u lidí a myší vzniká až jako odpověď na infekci nebo zánět. Proto ho u lidí a myší nazýváme indukovaný BALT (iBALT). BALT a iBALT jsou však strukturálně velmi podobné, proto je v článku používáno jen BALT.
BALT se nachází podél rozdvojení průdušnice přímo pod dýchacím epitelem, mezi průduškou a tepnou. Dále se nachází v perivaskulárním, peribronchiálním a intersticiálním prostoru plic a dolních cest dýchacích. BALT je tvořen strukturovaným nahromaděním lymfocytů a dalších imunitních buněk. Sestává z lymfoidních folikulů se zřetelnými germinálními centry s B buňkami, které jsou obklopené T buněčnou zónou. V T buněčné zóně se nachází dendritické buňky prezentující antigeny T buňkám, v germinálních centrech se nachází i folikulární dendritické buňky. Jsou tam převážně CD4+ T buňky, ale také CD8+ T buňky. Mezi T buněčnou a B buněčnou zónou se nachází venuly (high endotelial venules, HEV), kterými sem vstupují leukocyty, a eferentní lymfatické cévy, kterými odchází do krevního řečiště. U některých druhů savců se v BALT nachází i M buňky podobné M buňkám Peyerových plaků.
Pro vytvoření BALTu u myší je nezbytný interleukin-17, adhezní molekuly VCAM-1, PNAd a LFA-1. Tvorba BALTu je nezávislá na lymfotoxinu-α na rozdíl od ostatních sekundárních lymfoidních orgánů (lymfatické uzliny, Peyerovy plaky). Formace BALTu může být způsobena nedostatečnou aktivitou nebo množstvím Treg buněk v plicích.

## Funkce
Funkce ani účel BALTu nejsou dosud zcela objasněny, dokonce není zřejmé, jestli je součástí normální imunitní odpovědi, nebo je jeho tvorba patologická a měla by se potlačit.
BALT podporuje indukci adaptivní B buněčné a T buněčné odpovědi mířené proti patogenům přenášeným vzduchem. Ke své funkci a setrvání v organismu potřebuje dendritické buňky. Indukovaný BALT se formuje po infekci např. chřipkou, zvětšuje se mezi prvním a druhým týdnem po infekci a pak zaniká. Imunitní odpověď spuštěná v iBALTu nastupuje později než v lymfatických uzlinách, protože je potřeba několik dní na vytvoření BALTu. U některých chronických onemocnění může však přítomnost BALTu prohlubovat nebo udržovat patologii. BALT se může nacházet i ve fetálních plících po prodělání chorioamnionitidy nebo nitroděložní pneumonii. Je také prokázáno, že cigaretový kouř způsobuje vznik BALTu. BALT se také může vytvořit v reakci na další stimuly, např. zánět způsobený revmatoidní artritidou nebo jinými autoimunitními chorobami zasahujícími plíce. Může se také tvořit po mechanickém poškození plic např. prachovými částicemi.